# Мандина пећина
44° 03′ 24.18″ N 21° 56′ 29.18″ E / 44.0567167° С; 21.9414389° И
Мандина пећина је пећина која се налази у селу Злот, у близини Бора. Део је великог система спелеолошких локалитета код Злота који су једним именом познати као Злотске пећине. Пећина се налази у источној подгорини Кучајских планина, у једној сувој долини која је везана за клисуру Бељевинске реке. Дужина пећине износи 410 метара.

## Одлике
Пећина се налази на надморској висини од 370 метара. Дужина главног пећинског канала износи 362,5 m, а укупна дужина свих канала је 410 m. Улаз у пећину је висок 6 m и пружа се у дужини од 18 m након чега се канал сужава у мали пролаз пречника од око 50 cm који носи име Чика Јанков пролаз. Овај пролаз је пробијен ручним алатом како би се приступило унутрашњости пећине. Пећина је веома богата пећинским накитом, посебно сталагмитима и драперијама од јарко црвене до браон-чоколадне боје. Истичу се Главоња, Криви стуб, Печурка и Шаховске фигуре. Приликом истраживања пећине откривени су и остаци пећинског медведа.

## Откриће
Пећину је 1976. године открила спелеолошка група Друштва истраживача "Владимир Мандић Манда" из Ваљева под вођством др Раденка Лазаревића. Истраживачи су пећину назвали Мандина пећина по спелеологу и члану душтва, Владимиру Мандићу Манди, који је трагично страдао 1969. на Дурмитору. На улазу у пећину постављена је спомен плоча са натписом:
```
„10. VII 1976. године спелеолошка група Друштва истраживача

"В. Мандић - Манда" из Ваљева са др Р. Лазаревићем

открила је и истражила ову пећину и у знак сећања

на трагично преминулог друга даде јој име Мандина пећина”
```